# كرايغ فاريل (سياسي)
كرايغ فاريل (بالإنجليزية: Craig Farrell)‏ هو مقدم تلفزيوني وسياسي أسترالي، ولد في 28 يناير 1964 في أستراليا. حزبياً، نشط في حزب العمال الأسترالي. وقد انتخب عضو المجلس التشريعي التاسماني ‏ عن دائرة Electoral division of Derwent ‏ (7 مايو 2011 – ).